# Fazenda Sertão (Campinas)
Fazenda Sertão, antiga sesmaria no município de Campinas, de Antônio da Cunha Raposo Leme. 

## História
A Fazenda Sertão teve suas origens na antiga sesmaria no município de Campinas,  recebida por Antônio da Cunha Raposo Leme, que não a cultivou e a vendeu ao brigadeiro José Joaquim da Costa Gavião, que nestas terras fundou  o Engenho de Nossa Senhora da Conceição do Sertão, que depois seria a sede da Fazenda Três Pedras(1871)  e a Fazenda Cabras (1820). Esta fazenda foi a originária de muitas outras na região de Campinas.
Em 1820 toda a gleba foi vendida a Floriano Camargo Penteado, que a passou a seu filho, o capitão Francisco José de Camargo Andrade, que em 1851, teve produção de 4 mil arrobas de açúcar. Após sua morte, no ano de 1869, a fazenda tornou-se propriedade de sua terceira esposa, Maria Luísa Nogueira de Camargo, que se casou com Antonio Pompeu de Camargo.
Em 1885 pertencia ao Conde de Três Rios (futuro Marquês de Três Rios), Joaquim Egídio de Sousa Aranha, até seu falecimento, em 1893, deixando-a por herança para seus netos, filhos de seu falecido filho, Carlos Egídio de Sousa Aranha. Em 1900, pertencia a um deles, 
Joaquim Egídio de Sousa Aranha, com uma produção de 12 mil arrobas de café; em 1914, do mesmo, possuía 200 alqueires de terras e 330 mil pés de café.
Em 1950, era de João Antonio de Sousa Ribeiro, passando depois a Manuel de Almeida Filho. Após seu falecimento e o de sua esposa (Maria Cecília Cardoso de Almeida), passou a suas três filhas casadas e a seu filho, falecido sem geração.

## Conjunto Arquitetônico
O conjunto arquitetônico da Fazenda Sertão seguia o padrão clássico da época, com os terreiros dominando a maior parte do espaço e as outras edificações distribuídas em acordo com eles, ficando a casa sede em posição de destaque.
A casa sede em planta no formato da letra "L" passou por várias modificações, mas ainda é possível identificar algumas alcovas e algumas paredes internas de pau a pique.
A casa de máquinas e tulhas era de alvenaria de tijolos, construída na parte inferior próxima ao terreiro de café, para facilitar o transporte deste do terreiro à casa de máquinas. Tinha o pé direito duplo para possibilitar a instalação das modernas máquinas que em meados do século XIX estava substituindo os equipamentos tradicionais.
Os terreiros eram compostos de sucessivos patamares, com muros de contenção e na fazenda também havia registro de uma olaria.
As senzalas ficavam disposta em um único corredor, dispostas uma ao lado da outra. 